# Димитър Коемджиев
Димитър Атанасов Коемджиев е български футболист, защитник.

## Биография
Роден е на 28 септември 1978 г. в Благоевград. Висок е 179 см и тежи 73 кг. Играл е за Пирин, Спартак (Плевен), и Марек. От есента на 2006 г. играе за Пирин 1922. Полуфиналист за купата на страната през 2003 г. с Марек. Има 1 мач за националния отбор и 14 мача за младежкия национален тим.

## Статистика по сезони
- Пирин (Бл) – 1998/ес. - А група, 1 мач/0 гола
- Пирин (Бл) – 1999/00 - А група, 12/2
- Пирин (Бл) – 2000/01 - Б група, 26/1
- Спартак (Пл) – 2001/02 - А група, 31/1
- Марек – 2002/03 - А група, 23/1
- Марек – 2003/04 - А група, 25/0
- Марек – 2004/05 - А група, 18/0
- Марек – 2005/06 - А група, 21/1
- Пирин 1922 – 2006/07 – Западна Б група